# محمد علي بوغرا
محمد علي بوغرا (بالبنغالية: মোহাম্মদ আলী বগুড়া)‏ (ولد في 19 أكتوبر 1909، توفي في 23 يناير 1963)، باكستاني الأصل. درس في المرحلة الابتدائية في باكستان واستأنف دراساته الجامعية في الجامعة الهندية. شغل منصب رئيس الوزراء في باكستان من فترة 17 أبريل 1953 إلى 12 أغسطس 1955.

## روابط خارجية
- محمد علي بوغرا على موقع الموسوعة البريطانية (الإنجليزية)
- محمد علي بوغرا على موقع مونزينجر (الألمانية)